# Legion (película)
Legion (titulada: Legión de ángeles en Hispanoamérica y Legión en España) es una película de Acción, fantasía oscura y ciencia ficción apocalíptica dirigida por Scott Stewart, con guion escrito por Peter Schink y Scott Stewart, protagonizada por Paul Bettany. Fue estrenada el 22 de enero de 2010 en Estados Unidos y Canadá, mientras que en el resto de América, África, Europa y Asia lo hizo entre febrero y mayo.

## Argumento
Una noche, un hombre alado y con peculiares tatuajes en todo su cuerpo cae desde el cielo en un callejón de Los Ángeles donde se arranca sus alas. Tras saquear un almacén de armas y robar un coche de policía, viaja hacia un restaurante de carretera llamado Paradise Falls, cerca del borde del Desierto de Mojave. 
Mientras tanto, Kyle (Tyrese Gibson), un padre soltero que conduce a Los Ángeles, se detiene en el restaurante. Allí conoce al dueño Bob Hanson (Dennis Quaid), su hijo Jeep (Lucas Black), el cocinero Percy (Charles S. Dutton), Charlie (Adrianne Palicki), una camarera embarazada; el matrimonio de Howard (Jon Tenney) y Sandra Anderson (Kate Walsh), varados allí por una avería, y a Audrey (Willa Holland), su rebelde hija adolescente. Cuando la televisión, la radio y el teléfono del lugar fallan, una anciana llamada Gladys Foster (Jeanette Miller) ingresa al lugar y de pronto se deforma y se vuelve anormalmente hostil antes de morder un pedazo del cuello de Howard, por lo que Kyle le dispara. El intento de transportar a Howard al hospital se ve frustrado por un gigantesco enjambre de moscas que rodea el lugar y los aísla.
El hombre misterioso llega al lugar y se presenta como Michael (Paul Bettany). Tras explicar que desea ayudarlos, advierte que sucederá algo muy peligroso y les entrega armas, mientras que el cielo se vuelve negro. Se acercan cientos de automóviles, llenos de personas poseídas que comienzan a atacar el edificio. Michael lidera a los clientes en la pelea, pero Howard es arrastrado fuera. Más tarde, Michael explica que Dios ha perdido la fe en la humanidad y ha enviado a sus ángeles a destruir a la raza humana, estos han poseído a la gente de mente débil y usan sus cuerpos para acabar con el resto. También señala que la única forma de sobrevivir es lograr que el bebé de Charlie nazca y sobreviva, ya que está destinado a ser el salvador de la humanidad; Michael revela que él en realidad es el Arcángel Miguel.
Conversando con Jeep, Michael confiesa que su razón para estar ahí es gracias al muchacho; siendo aún un niño, Bob los hizo mudarse en medio del desierto con la esperanza que el negocio los enriqueciera, sin embargo sus planes fallaron por lo que su madre los abandonó y su padre se encerró en ese lugar escondiéndose del mundo, donde el muchacho ha sido su único apoyo. Posteriormente, se enamoró de Charlie y, a pesar de que ella no lo ve como a un hombre ni desea hacerse cargo de su hijo, Jeep la ama incondicionalmente y desea ayudarle a criar al bebé, por ello Michael explica que tras ver su ejemplo de desinterés fue incapaz de perder la fe en la humanidad y desobedeció la orden de Dios, prefiriendo traicionarlo y caer para poder protegerlos.
A la mañana siguiente, Sandra descubre a Howard crucificado detrás del restaurante y trata de rescatarlo, pero él explota violentamente convertido en una bomba de ácido y Percy muere protegiéndola de la explosión. Sandra se vuelve loca y debe ser contenida, mientras culpa a su hija de la muerte de Howard y de todas sus desgracias, causando que Audrey llegue a odiarse a sí misma. Mientras tanto, los sobrevivientes restantes escuchan una transmisión de radio que revela que hay otros focos de resistencia. Uno de esos refugios está cerca, pero Michael les aconseja que no vayan, ya que serían demasiado vulnerables en movimiento. Esa noche, una segunda oleada ataca. Kyle es atraído a una trampa y asesinado mientras Charlie entra en labor de parto. Audrey y Michael ayudan a dar a luz al bebé mientras suenan las siete trompetas, señalando el acercamiento del Arcángel Gabriel. 
Michael confiesa que el bebé nunca estuvo destinado a vivir, ya que su muerte a manos del emisario de Dios marcaría el inicio del fin del mundo, pero Michael se negó a cumplir este rol y escapó para ayudarlos, por lo que ahora esta labor recae en Gabriel, quien a pesar de ser su mejor amigo y amarlo como a un hermano, es un fanático que obedece ciegamente y por lo tanto no se detendrá hasta matar al niño. En pánico, Sandra roba al bebé e intenta entregarlo a los poseídos, creyendo que así se salvarán, por lo que Michael se ve obligado a matarla. Momentos después suena la séptima trompeta y Gabriel (Kevin Durand) aterriza en el  restaurante. Bob es herido de muerte y Michael insta al grupo a escapar encomendando a Jeep que "encuentre a los profetas y aprenda a leer las instrucciones", ya que solo el ángel enviado por Dios para matarlo puede tocar al niño, por lo que los poseídos no pueden acercarse. Esto permite a Charlie, Jeep y Audrey escapar en auto por carretera. 
Aunque al cortar sus alas Michael perdió su inmortalidad y poderes celestiales, da una dura pelea a Gabriel, pero finalmente este logra asesinarlo apuñalándolo en el corazón, tras lo cual Michael muere y su cuerpo desaparece. Antes de morir, Bob usa sus últimas fuerzas para inflamar los depósitos de gas de la cocina y hacer explotar el restaurante con él y Gabriel dentro. La explosión también hace volar el surtidor de gasolina de la entrada, lo que acaba con todos los poseídos. Con la muerte de Michael sus tatuajes se transfieren al cuerpo de Jeep, quien concluye que son las instrucciones que mencionó el ángel. 
Gabriel ataca el auto y se produce una pelea donde se chocan y Audrey se sacrifica intentando detenerlo. Jeep y Charlie escapan y son acorralados en el borde de un precipicio donde están a punto de ser asesinados cuando Michael desciende del cielo, curado y restaurado al rango de Arcángel; al enfrentarse en igualdad de condiciones, con un solo golpe y sin esfuerzo derrota a su camarada. Gabriel se muestra molesto al ver que Michael ha sido perdonado aunque todavía apoya a los humanos, mientras que él siempre ha sido leal, Michel le explica que la diferencia entre ambos es que Gabriel le dio a Dios lo que pidió, pero él le dio lo que necesitaba, devolviéndole la fe en la humanidad; Michael dice que este era el plan de Dios para probar a sus ángeles y que Gabriel falló. Avergonzado, Gabriel se va pero advirtiendo que seguirá intentando cumplir su cometido.
Michael le explica a Jeep que la humanidad no ha sido perdonada, solo se le ha dado la oportunidad de probar que son dignos y que ahora él debe regresar al cielo ya que Jeep es el verdadero protector del niño. Charlie y Jeep llegan a la cima de la montaña y ven un pequeño pueblo en el valle de abajo. Algún tiempo después Charlie, Jeep y el bebé viajan por carretera en un vehículo que está lleno de armas, mientras la radio señala que los ataques de los poseídos continúan pero las personas han comenzado a reunirse y defenderse en bases y fortificaciones.

## Estreno
- En EE. UU. se estrenó el 22 de enero de 2010.
- En Colombia el 7 de mayo de 2010.
- En España el 28 de mayo de 2010.

## Reparto
- Paul Bettany como el arcángel Miguel[1]
- Lucas Black[2] como Jeep Hanson
- Adrianne Palicki[3] como Charlie
- Dennis Quaid[4] como Bob Hanson
- Tyrese Gibson[5] como Kyle Williams
- Charles S. Dutton[6] como Percy Walker
- Willa Holland como Audrey Anderson
- Kevin Durand como el arcángel Gabriel
- Kate Walsh como Sandra Anderson
- Jon Tenney[7] como Howard Anderson
- Jeanette Miller como Gladys Foster
- Doug Jones como el heladero

## Producción
La película fue enteramente filmada en Nuevo México.

## Historieta
IDW Comics publicó en cuatro partes, por cada semana, una serie de cómics titulada Legión: Profetas (Legion: Prophets), que sirve como precuela de la película.

## Serie de televisión
A través del canal de SyFy, se transmitió durante dos temporadas Dominion, basada en los personajes de Legión, la cual se establece 25 años después de los acontecimientos de la película.

## Videojuego
Screen Gems lanzó el 24 de diciembre de 2009, un juego en línea en el sitio oficial de la película.